# Шишкин, Василий Иванович (лётчик)
 Васи́лий Ива́нович Ши́шкин  (укр. Василь Іванович Шишкін; 13 февраля 1914, Белое, Пермская губерния — 22 ноября 1992, Киев) — советский военный лётчик, гвардии полковник. Герой Советского Союза (1942).

## Биография
Василий Шишкин родился 13 февраля 1914 года в крестьянской семье в селе Беловая (Белое) Вознесенской волости Шадринского уезда Пермской губернии, ныне деревня Белое входит в Далматовский муниципальный округ Курганской области. Русский.
После окончания неполной средней школы некоторое время работал в колхозе, а затем уехал в Свердловск. В 1931 году по путёвке Свердловского областного комитета ВЛКСМ был направлен на учёбу в город Пермь, в 3-ю военную школу авиационных техников, после окончания которой работал авиатехником. Затем в 1936 году окончил Борисоглебскую военную школу лётчиков. С 1936 года до начала войны служил в Киевской авиационной бригаде.
В 1938 году вступил в ВКП(б), в 1952 году партия переименована в КПСС.
Как один из лучших лётчиков авиабригады выполнял фигуры высшего пилотажа при съёмках советских художественных фильмов «Истребители» (снят в 1939) и «Валерий Чкалов» (снят в 1941). В фильме «Валерий Чкалов» Василий Шишкин вёл свой самолёт И-15 за известного советского лётчика Георгия Байдукова.

#### Великая Отечественная война

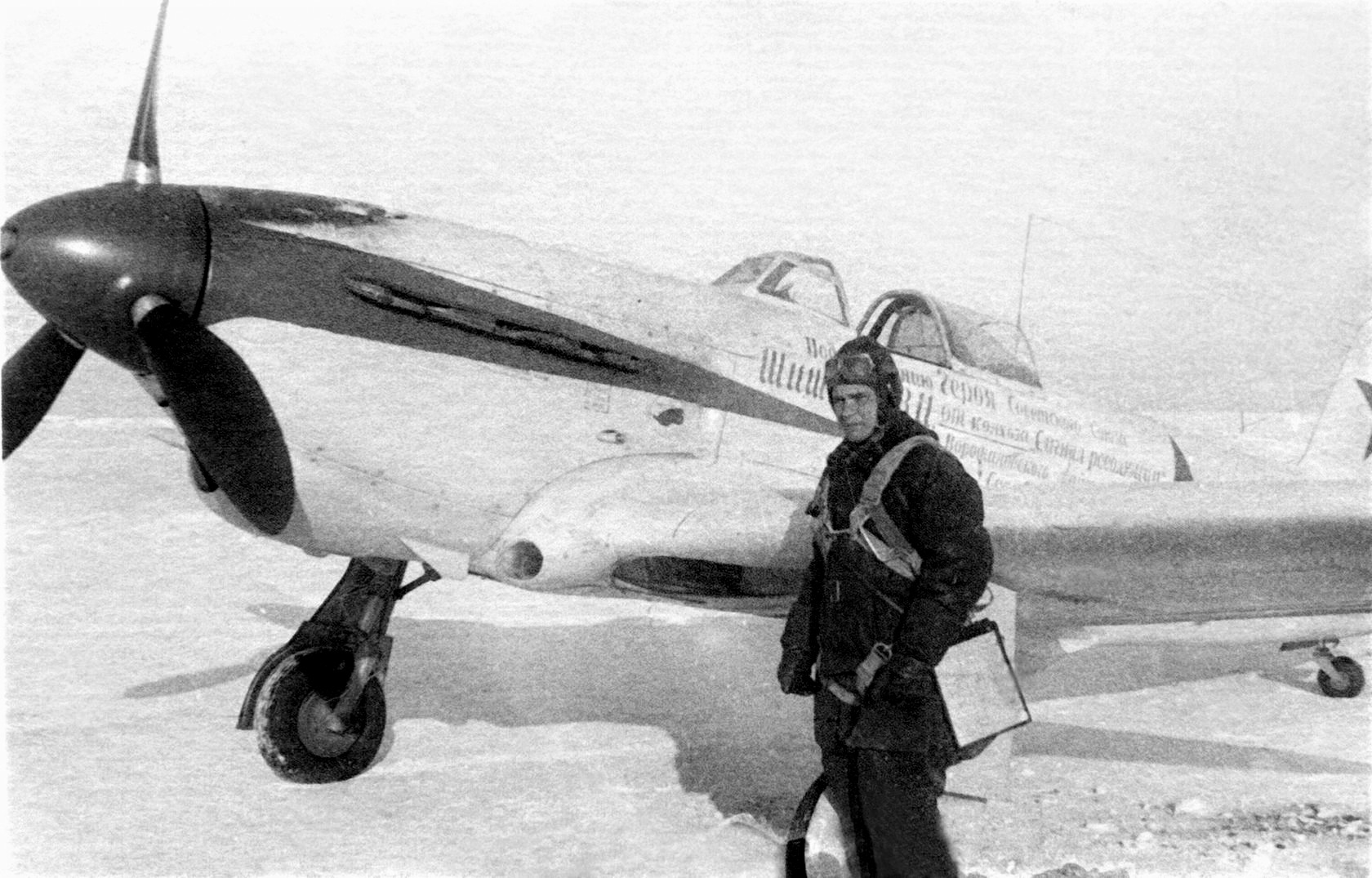
Именной самолёт Як-1. Надпись на фюзеляже самолёта «Подразделению Героя Советского Союза Шишкина В. И. от колхоза „Сигнал Революции“ Ворошиловского района Саратовской области». На фото Командующий 16-й воздушной армией генерал-лейтенант С. И. Руденко

Старший лейтенант Шишкин воевал с первых дней войны в должности командира эскадрильи 43-го истребительного авиационного полка 16-й авиадивизии. Осенью 1941 года в бою под Киевом его самолёт был подбит, а сам он ранен в ноги и живот. Приземлился на вражеской территории. Но боевые товарищи не оставили его в беде. Эскадрилья, охраняя его, кружила над местом вынужденной посадки, а командир звена Куприянчик сумел забрать и вывезти своего командира. Отказавшись от госпитализации, Василий Шишкин уже через несколько дней повёл своих товарищей на очередную штурмовку.
К 30 января 1942 года эскадрилья капитана Шишкина уничтожила до 3500 немецких солдат и офицеров, до 300 автомашин с боеприпасами и живой силой противника, 13 батарей полевой и зенитной артиллерии противника, мост через реку Днепр в районе Окуниново, 3 переправы противника через реку Днепр, 3 склада с боеприпасами. В воздушных боях эскадрильей было сбито 10 самолётов противника. Об отличной работе эскадрильи Шишкина в 1941 году были опубликованы статьи во фронтовой газете «Красная Армия». Командир эскадрильи капитан Шишкин лично совершил 126 боевых вылетов, из них 65 — на штурмовку наземных войск противника.
Указом Президиума Верховного Совета СССР «О присвоении звания Героя Советского Союза начальствующему и рядовому составу Красной Армии» от 27 марта 1942 года за «образцовое выполнение боевых заданий Командования на фронте борьбы с немецкими захватчиками и проявленные при этом отвагу и геройство» капитану Шишкину Василию Ивановичу присвоено звание Героя Советского Союза с вручением ордена Ленина и медали «Золотая Звезда».
В сентябре 1942 года майор Шишкин был назначен командиром 581-го истребительного авиационного полка (3 февраля 1943 года преобразован в 55-й гвардейский истребительный авиационный полк), которым командовал до 15 марта 1947 года.
7 ноября 1942 года майору Шишкину был вручён именной самолёт Як-1, построенный на средства колхоза «Сигнал революции» Ворошиловского района (ныне село Усть-Курдюм Саратовского района) Саратовской области. На этом самолёте он летал до конца 1943 года и сбил 12 вражеских самолётов, участвовал в двух переломных битвах войны — Сталинградской и Курской, воевал на 1-м Белорусском фронте. После Курской битвы полк был перевооружён на самолёты Белл П-39 «Аэрокобра», именной Як-1 был передан в другое подразделение. В конце войны самолёт был отправлен в Саратовский музей и поставлен в сарай, где был разграблен неизвестными. 25 ноября 1955 года самолёт списали и сняли с учёта фондов музея. Сейчас от самолёта остался киль, который выставлен в экспозиции музея.
55-й ГИАП под командованием гвардии подполковника Шишкина прошёл славный путь боевых действий от Сталинграда до Одера, участвовал в Сталинградской, Орловско-Курской, Бобруйской, Ковельско-Люблинской операциях, в боевых действиях 1-го Белорусского фронта. К апрелю 1945 года гвардии подполковником Шишкиным было произведено 536 боевых вылетов.
К 9 мая 1945 года гвардии подполковник В. И. Шишкин совершил 541 боевой вылет, провёл 156 воздушных боёв, сбил лично 9 и в группе 17 немецких самолётов.

#### Послевоенное время
После войны продолжил службу в ВВС СССР, освоил реактивные истребители. В 1950 году окончил Высшие офицерские лётно-технические курсы. В 1956 году в звании полковника вышел в отставку. Жил и работал в городе Киеве Украинской ССР.
Василий Иванович Шишкин умер 22 ноября 1992 года. Похоронен на Берковецком кладбище Подольского района города Киева Украины.

## Награды
- Герой Советского Союза, 27 марта 1942 года[3][4]
  - Орден Ленина
  - Медаль «Золотая Звезда» № 842
- Орден Ленина, 30 декабря 1956 года
- Орден Красного Знамени, пять раз: 9 декабря 1941 года[9]; 9 ноября 1942 года[10]; 30 апреля  1945 года[7]; 19 ноября 1951 года; 4 июня 1955 года
- Орден Суворова III степени, 4 июля 1944 года[11]
- Орден Отечественной войны I степени, 6 апреля 1985 года[12]
- Орден Красной Звезды, 30 апреля 1947 года
- медали, в том числе:
  - Медаль «За боевые заслуги», 3 ноября 1944 года[13]
  - Медаль «За оборону Сталинграда»
  - Медаль «За победу над Германией в Великой Отечественной войне 1941—1945 гг.»
  - Медаль «За взятие Берлина»
  - Медаль «За освобождение Варшавы»
- Именной самолёт Як-1, заводской № 34104, 7 ноября 1942 года
- Военный лётчик 1-го класса, 1951 год

## Память
- В городе Далматово и в селе Кривском Далматовского района Курганской области именем Героя названы улицы.
- 1 мая 2015 года по инициативе редакции районной газеты «Далматовский вестник» на Аллее Героев (заложена 9 мая 1984 года) в городском парке города Далматово были посажены березки. У каждой березки установлена табличка-обелиск с именем Героя. Среди них В.И. Шишкин[14].
- В 2019—2020 годах по инициативе депутата Курганской областной Думы Федора Ярославцева на Аллее Героев в городском парке города Далматово установлены 14 бюстов Героев. Бюсты героев были вылеплены из глины шадринским скульптором Александром Сергеевичем Галяминских. А отлиты на средства спонсоров — предпринимателей и организаций района. Среди них бюст В.И. Шишкина. Открытие было приурочено к 75-летию Победы 9 мая 2020 года[15].

## Семья
Отец Иван Шишкин, мать Анна Ефимовна. Василий Шишкин был женат несколько раз (Анна, Нина, с 1943 года был женат на Марии Михайловне).